# Thuidium subpinnatum
Thuidium subpinnatum là một loài Rêu trong họ Thuidiaceae. Loài này được Broth. miêu tả khoa học đầu tiên năm 1895.